# Jože Debevec
Jože Debevec (tudi Josip Debevec), slovenski teolog, klasični filolog, pisatelj, prevajalec, urednik in literarni zgodovinar, * 15. marec 1867, Begunje pri Cerknici, † 5. oktober 1938, Ljubljana.

## Življenjepis
Rodil se je očetu kmetu Matevžu in materi Mariji (Hren).
Debevec je po končanem študiju v Ljubljani leta 1894 na Dunaju doktoriral iz teologije. Nato je na Dunaju in Gradcu študiral klasično filologijo in slavistiko ter 1900 diplomiral. Najprej je bil kaplan, od 1898 gimnazijski profesor, od 1900 v Kranju, od 1910 do smrti pa v Ljubljani. 1920/21 je vodil grški proseminar na FF v Ljubljani.

## Delo
Debevec je pisal mladinske vzgojne povesti, gledališke igre in literarne študije. Njegovo največje delo pa je prevod Dantejeve Božanske komedije katerega je opremil tudi s komentarjem.
V mladinskih vzgojnih povestih Ljubezen do mamice (1893) ter Vzori in boji (v knjižni obliki 1918) opisuje v obliki pisem dogodke in ljudi iz gimnazijskih let v Ljubljani med drugimi tudi F. Levstika.
Leta 1919 in 1937 do 1938 je bil urednik Doma in sveta. Njegove literarne študije: Podoba (metafora) v slovenskem jeziku in slovstvu je bila objavljena leta 1905; Dante v slovenskih prevodih (1921) in Romantika pa leta 1922 in 1923.
Gledališka igra Junaške Blejke je bila prvič objavljena leta 1912.